# Chapelle Sainte-Geneviève d'Izier
La chapelle Sainte-Geneviève est un édifice religieux catholique classé situé à Izier dans la commune de Durbuy en province de Luxembourg (Belgique). Construite au début du XIXe siècle la chapelle est classée au patrimoine immobilier de Wallonie.

## Situation
La chapelle est bâtie au centre du village d'Izier sur une petite butte herbeuse située au carrefour de la rue de l'Argoté et d'El Va. Elle se situe à gauche de la maison sise au no 45 de la rue de l'Argoté. La chapelle est entourée par des tilleuls et des châtaigniers. Une aire de détente constituée de quelques bancs a été créée devant la chapelle.

## Description
L'édifice construit au début du XIXe siècle en pierre calcaire sous une toiture en ardoises possède une seule nef et une abside à trois pans coupés. La seule ouverture du bâtiment est la porte d'entrée. Elle est surmontée par un linteau bombé avec clé de voûte passante. Au-dessus de ce linteau, des pierres formaient une voûte cintrée encore visible aujourd'hui. Quelques rangées de briques ont été placées entre cette ancienne voûte et le linteau actuel. Une croix de fonte domine le pignon avant.
L'intérieur possède entre autres un autel classique du XVIIIe siècle en bois orné d’une statue de sainte Geneviève